# Juvelblomssläktet

Juvelblomssläktet (Guzmania) är ett släkte i familjen ananasväxter med cirka 160 arter. Arterna förekommer i tropiska områden i Amerika. Några arter och hybrider odlas som rumsväxter i Sverige.
Släktet innehåller örter som vanligen lever som epifyter. De är oftast stjälklösa, eller har korta stjälkar. Bladen sitter i rosett och är oftast tunglika med hela bladkanter. Blomställningen består av ett enkelt eller grenigt ax med fem till många blommor. Högbladen är bred och skyltande. Blommorna är tvåkönade med fria eller delvis sammanväxta foderblad. Kronbladen är sammanvuxna nertill och bildar en kort blompip. Fruktämnet är översittande. Frukten är en cylindrisk, uppsprickande kapsel, fröna har vanligen bruna fjäderlika bihang.
Släktnamnet hedrar Anastasio Guzmán, en spansk växtsamlare på 1700-talet.